# Splendrillia
Splendrillia là một chi ốc biển, là động vật thân mềm chân bụng sống ở biển thuộc họ Drilliidae.

## Các loài
Các loài thuộc chi Splendrillia bao gồm:
- Splendrillia academica McLean & Poorman, 1971[2]
- Splendrillia alabastrum Kilburn, 1988[3]
- Splendrillia albicans (Hinds, 1843)[4]
- Splendrillia angularia Wells, 1995[5]
- Splendrillia aomoriensis (Nomura & Hatai, 1940)[6]
- Splendrillia aoteana Finlay H. J., 1930[7]
- Splendrillia arga McLean & Poorman, 1971[8]
- Splendrillia aurora (Thiele, 1925)[9]
- Splendrillia basilirata Sysoev, 1990[10]
- Splendrillia bednalli (Sowerby III, 1896)[11]
- Splendrillia benthicola Dell, 1956[12]
- Splendrillia boucheti Wells, 1995[13]
- Splendrillia bratcherae McLean & Poorman, 1971[14]
- Splendrillia brycei Wells, 1995[15]
- Splendrillia buicki Wells, 1990[16]
- Splendrillia campbellensis Sysoev & Kantor, 1989[17]
- Splendrillia candidulus (Hedley, 1922)[18]
- Splendrillia carolae Wells, 1995[19]
- Splendrillia carolinae (Bartsch, 1934)[20]
- Splendrillia chathamensis Sysoev & Kantor, 1989[21]
- Splendrillia clydonia (Melvill & Standen, 1901)[22]
- Splendrillia coccinata (Reeve, 1845)[23]
- Splendrillia crassiplicata (Kuroda, Habe & Oyama, 1971)[24]
- Splendrillia daviesi Kilburn, 1988[25]
- Splendrillia debilis Finlay H. J., 1927[26]
- Splendrillia disjecta (Smith E. A., 1888)[27]
- Splendrillia eburnea (Hedley, 1922)[28]
- Splendrillia elongata Wells, 1995[29]
- Splendrillia eva (Thiele, 1925)[30]
- Splendrillia falsa (Barnard, 1958)[31]
- Splendrillia fucata (Reeve, 1845)[32]
- Splendrillia globosa Wells, 1995[33]
- Splendrillia granatella (Melvill & Standen, 1903)[34]
- Splendrillia gratiosa (Sowerby III, 1896)[35]
- Splendrillia hansenae Wells, 1990[36]
- Splendrillia hayesi Kilburn, 1998[37]
- Splendrillia hedleyi Wells, 1990[38]
- Splendrillia hermata Dell, 1956[39]
- Splendrillia houbricki Wells, 1995[40]
- Splendrillia hypsela (Watson, 1881)[41]
- Splendrillia intermaculata (Smith E. A., 1879)[42]
- Splendrillia intermedia Wells, 1995[43]
- Splendrillia jacula Dell, 1956[44]
- Splendrillia jarosae Wells, 1991[45]
- Splendrillia kapuranga Dell, 1953[46]
- Splendrillia kylix Kilburn, 1988[47]
- Splendrillia lalage (Dall, 1919)[48]
- Splendrillia larochei Powell, 1940[49]
- Splendrillia lissotropis (Dall, 1881)[50]
- Splendrillia longbottomi Wells, 1990[51]
- Splendrillia lucida (Nevill & Nevill, 1875)[52]
- Splendrillia lygdina (Hedley, 1922)[53]
- Splendrillia mikrokamelos Kilburn, 1988[54]
- Splendrillia minima Wells, 1995[55]
- Splendrillia moseri (Dall, 1889)[56]
- Splendrillia nenia (Hedley, 1903)[57]
- Splendrillia obscura Sysoev, 1990[58]
- Splendrillia otagoensis Powell, 1942[59]
- Splendrillia persica (Smith E. A., 1888)[60]
- Splendrillia powelli Wells, 1990[61]
- Splendrillia praeclara (Melvill, 1893)[62]
- Splendrillia praeclara (Sowerby III, 1915)[63]
- Splendrillia problematica Wells, 1995[64]
- Splendrillia raricostata (Smith E. A., 1879)[65]
- Splendrillia resplendens (Melvill, 1898)[66]
- Splendrillia roseacincta Dell, 1956[67]
- Splendrillia runcinata Dell, 1956[68]
- Splendrillia sarda Kilburn, 1988[69]
- Splendrillia skambos Kilburn, 1988[70]
- Splendrillia solicitata (Sowerby III, 1913)[71]
- Splendrillia spadicina (Hedley, 1922)[72]
- Splendrillia striata Wells, 1995[73]
- Splendrillia subviridis (tháng 5 năm 1911)[74]
- Splendrillia suluensis (Schepman, 1913)[75]
- Splendrillia tantula (Bartsch, 1934)[76]
- Splendrillia taylori Wells, 1995[77]
- Splendrillia triconica Wells, 1995[78]
- Splendrillia turrita (Wells, 1995)[79]
- Splendrillia vivens (Powell, 1942)[80]
- Splendrillia wayae Wells, 1995[81]
- Splendrillia westralis Wells, 1995[82]
- Splendrillia woodringi (Bartsch, 1934)[83]
- Splendrillia zanzibarica Sysoev, 1996[84]